# کانگاس‌آلا
کانْگاس‌ْآلا (به فنلاندی: Kangasala) یک منطقهٔ مسکونی در فنلاند است که در پیرکانما واقع شده‌است.

## خواهرخوانده
شهرهای تسولپیش، بخش ونسبوری، دهستان رپینا،یومالا، هولمستران و هوسبی خواهرخوانده‌های کانگاس‌آلا هستند.